# Vicchio
Vicchio é uma comuna italiana da região da Toscana, província de Florença, com cerca de 7.114 habitantes. Estende-se por uma área de 138 km², tendo uma densidade populacional de 52 hab/km². Faz fronteira com Borgo San Lorenzo, Dicomano, Marradi, Pontassieve.
É possivelmente a cidade natal de Giotto, importante artista do Renascimento, do período Trecento.

## Demografia
| Variação demográfica do município entre 1861 e 2011                               |
|                                                                                   |
| Fonte: Istituto Nazionale di Statistica (ISTAT) - Elaboração gráfica da Wikipedia |